# Противостояние (роман Юлиана Семёнова)
Роман «Противостояние» (1979 год) — остросюжетное детективное произведение Юлиана Семенова. Является третьей частью цикла, начатого произведениями «Петровка, 38» и «Огарёва, 6» с главным героем Владиславом Костенко.
Главный герой романа — полковник милиции Костенко, в результате расследования убийства выходит на след особо опасного преступника — бывшего солдата Красной армии Николая Кротова, в 1941 году перешедшего на сторону врага, впоследствии — немецкого агента и диверсанта.

## Сюжет
Близ трассы северного города Магарана  обнаружен обезглавленный труп в мешке. К расследованию подключаются сотрудники министерства внутренних дел: полковник Костенко вместе с майором Тадавой, недавно заменившим погибшего Садчикова. По отпечаткам пальцев устанавливают что жертва — работник золотых приисков Михаил Минчаков. Восстанавливая хронологию последнего дня погибшего милиция устанавливает, что Минчаков уехал с таксистом Григорием Милинко, который и становится главным подозреваемым. Тадава находит в архивах, что в марте 1945 года в прифронтовой полосе был найден обезглавленный труп в мешке. Изучая другие материалы сыщики устанавливают, что настоящий Милинко пропал без вести в 1945 году во время битвы за Бреслау, а под его именем скрывается некто Николай Кротов, который в сентябре 1941 года под Киевом добровольно сдался в плен и перешёл на сторону немцев. Воевал на стороне власовцев, участвовал в спецоперациях гестапо и СД. До войны Николай Кротов страдал заиканием, однако в Германии был направлен на лечение и от недуга избавился.
В ходе боёв за Бреслау Кротов убил своего командира, переоделся в гражданскую одежду, подкараулил возвращающегося из госпиталя матроса Милинко, убил его, обезглавил труп, завладел его формой и документами, и с тех пор выдавал себя за Милинко. Он переехал на север, работал водителем такси. Жил уединённо. Опасаясь разоблачения готовился к бегству на Запад, чтобы добыть средства тайно занимался золотодобычей с помощью сообщницы и сожительницы Анны Петровой. В ходе пьянки старателей в аэропорту, увидел как пьяный Дерябин продал собутыльнику Минчакову крупный самородок. Кротов «подвернулся» Минчакову, возил его по его знакомым, а потом убил его. Однако Минчаков успел передать самородок своей тайной любовнице Дине Журавлёвой. Кротов, засветившись перед Журавлёвыми, решил скрыться. У озера Рица милиция нашла обезглавленный труп Анны Петровой. Она забеременела и не желала сделать аборт, Кротов убил и её.
Кротов успел тайно посетить своих родственников в нескольких городах СССР и украсть свои фотографии из семейных альбомов. Понимая, что Кротов решил бежать за границу с награбленными ценностями, милиция перекрывает пути бегства. Кротову удаётся захватить самолёт одной из внутренних авиалиний близ государственной границы. Под угрозой оружия он требует от командира экипажа лететь за границу. Согласившись для вида, пилот передаёт диспетчеру по связи кодовое слово «магнит», означающее захват самолёта. После переговоров с «иностранцами» (за которых выдали себя представители советских спецслужб) самолёт приземляется на небольшом аэродроме в горах. Кротов сдаётся подошедшим «сотрудникам иностранной спецслужбы», но в последний момент замечает русскую надпись на сигаретной пачке и стреляет в «сотрудника» (которым оказался майор Тадава). Преступник задержан.
Перед полковником Костенко Кротов пытается выдать себя за «жертву гипноза». В ответ Костенко называет мнимому Милинко фамилию «гипнотизёра» — Кротов.

## Экранизации
- Противостояние (сериал, 1985)
- Противостояние (сериал, 2024)